# Shayne Whittington
Shayne Mitchell Whittington (ur. 27 marca 1991 w Paw Paw) – amerykański koszykarz, występujący na pozycjach skrzydłowego oraz środkowego, posiadający także macedońskie obywatelstwo, po zakończeniu kariery zawodniczej trener koszykówki. Od 2023 zawodnik asystent trenera Indiany Pacers.
7 sierpnia 2016 roku związał się z klubem Río Natura Monbús Obradoiro.
26 lipca 2018 został zawodnikiem hiszpańskiego MoraBanc Andorra. 16 czerwca 2021 dołączył do Nagoja Diamond Dolphins.
2  czerwca 2023 został asystentem trenera Indiana Pacers.

## Osiągnięcia
Na podstawie, o ile nie zaznaczono inaczej
NCAA
- Uczestnik turnieju NCAA (2014)
- Mistrz:
  - turnieju konferencji Mid-American (MAC – 2014)
  - sezonu regularnego Mid-American (2014)
- Zaliczony do:
  - I składu:
    - MAC (2014)
    - turnieju MAC (2014)

  - II składu MAC (2013)

Drużynowe
- Brąz ligi VTB (2018)